# Мартинсен, Альф
Альф Ве́рнер Мартинсен (норв. Alf Werner Martinsen; 29 декабря 1911, Лиллестрём — 23 августа 1988, Лиллестрём) — норвежский футболист и футбольный тренер, играл на позиции нападающего. Участник чемпионата мира 1938 года. Бронзовый призёр летних Олимпийских игр 1936 года.

## Биография

### Клубная карьера
Большую часть карьеры Мартинсен играл за «Лиллестрём», за который суммарно отыграл более 10 сезонов. Он также в течение пяти сезонов играл за «Лиллестрём Фрам».

### Карьера в сборной
Дебютировал за сборную Норвегии 26 июля 1936 года в матче со сборной Швеции — Норвегия выиграла со счётом 4:3.
В составе сборной Норвегии принимал участие на олимпийском турнире 1936 года, где был основным игроком и сыграл в 4 матчах турнира. В матче со сборной Турции он оформил дубль — сборная Норвегии одержала крупную победу 4:0. В составе сборной Норвегии завоевал бронзовые медали.
Спустя два года был включён в состав сборной на чемпионат мира 1938 года, но на поле не выходил. Всего за сборную Норвегии сыграл 25 матчей и забил 10 голов.

### Тренерская карьера
С 1947 по 1950 год, а затем с 1952 по 1953 год работал главным тренером клуба «Лиллестрём».

### Смерть
Скончался 23 августа 1988 года в Лиллестрёме в возрасте 76 лет.